# Římskokatolická farnost Trutnov III – Poříčí
Římskokatolická farnost – arciděkanství Trutnov I je územním společenstvím římských katolíků v rámci trutnovského vikariátu královéhradecké diecéze.

## O farnosti

### Historie
Poříčí bylo původně slovanskou osadou. První písemná zmínka o vsi je z roku 1260, kdy ji ve své listině zmiňuje pražský biskup Jan III. z Dražic. Novogotický farní kostel, zasvěcený svatým apoštolům Petrovi a Pavlovi, byl na Poříčí vystavěn v letech 1897–1903. Mezi lety 1967–1984 byl administrátorem farnosti na Poříčí jezuitský kněz, P. Jan Rybář, SJ. Později přestal být do farnosti ustanovován sídelní kněz. V rámci procesu slučování farností v královéhradecké diecézi byla k poříčské farnosti připojena původně samostatná farnost Horní Vernéřovice, Chvaleč a Zlatá Olešnice.

### Současnost
Farnost je spravována ex currendo z trutnovského arciděkanství.
| Kostel                         | Místo                | Bohoslužba                            | Bohoslužba                            | Poznámka        |
| ------------------------------ | -------------------- | ------------------------------------- | ------------------------------------- | --------------- |
| Kostel sv. Máří Magdaleny      | Horní Vernéřovice    | neslouží se pravidelně                | neslouží se pravidelně                | filiální kostel |
| Kostel sv. Jakuba Staršího     | Chvaleč              | neslouží se pravidelně                | neslouží se pravidelně                | filiální kostel |
| Kaple sv. Antonína Paduánského | Janovice             | neslouží se pravidelně                | neslouží se pravidelně                | obecní kaple    |
| Kostel sv. Rodiny              | Petříkovice          | neslouží se pravidelně                | neslouží se pravidelně                | filiální kostel |
| Kaple Panny Marie Pomocné      | Trutnov III – Poříčí | slouží bohoslužbám pravoslavné církve | slouží bohoslužbám pravoslavné církve | kaple           |
| Kostel sv. Petra a Pavla       | Trutnov III – Poříčí | neděle (kromě 4. v měsíci)            | 7.45                                  | farní kostel    |
| Kaple sv. Jana Křtitele        | Radvanice v Čechách  | 1. a 3. sobota v měsíci               | 17.00                                 | hřbitovní kaple |
| Kostel sv. Kateřiny            | Zlatá Olešnice       | neslouží se pravidelně                | neslouží se pravidelně                | filiální kostel |